# Pérou bicentenaire
Le groupe Pérou bicentenaire (en espagnol: Perú Bicentenario), est un groupe parlementaire de gauche du Congrès de la République péruvien. Formé en juin 2022, il rassemble des députés de Pérou libre. Le groupe se déclare indépendant mais soutient l'action du président Pedro Castillo.

## Historique
Le président et premier porte-parole Jorge Marticorena, le parlementaire à l'origine de la création du groupe, décide de démissionner du groupe de Pérou libre dès le 26 mai 2022, lorsque le Congrès de la République approuve la censure de la ministre Betssy Chávez.
En raison de la crise gouvernementale de mai 2022, et la vague de démissions  et les différentes lignes au sein du groupe de Pérou libre (la création du groupe BECN), les trois congressistes Jorge Coayla, Elías Varas et Víctor Cutipa décident également de quitter Pérou libre.
Le 8 juin 2022, le parlementaire José María Balcazar annonce également sa démission du groupe parlementaire de Pérou libre.
Le même jour, les cinq congressistes ayant démissionné en raison de l'évolution du gouvernement et des lignes au sein de Pérou libre, annoncent la création d'un nouveau groupe parlementaire.
Deux porte-paroles du groupe sont nommés, les deux parlementaires Víctor Cutipa et Elías Varas.

## Positionnement
Le groupe peut-être désigné comme de gauche. L'ensemble des parlementaires se déclarent en dissidence et divergence avec l'attitude et les rapports de  Waldemar Cerrón (es) et Pérou libre avec le Congrès de la République et l'évolution du rapport avec le président Pedro Castillo.
Néanmoins, ils déclarent soutenir l'action du président Pedro Castillo et son gouvernement. Le groupe annonce les principales mesures que va porter le groupe, celles-ci sont classées à gauche et proche des idées de Pérou libre, comme la réforme constitutionnelle, la souveraineté alimentaire, la lutte contre la corruption, une augmentation des impôts pour les plus riches et l'accès gratuit à l'éducation et la santé.

## Membres
|  | Nom                 | Parti | Parti | Circonscription | Groupe d'origine | Groupe d'origine |
|  | ------------------- | ----- | ----- | --------------- | ---------------- | ---------------- |
|  | Jorge Marticorena   |       | PL    | Ica             |                  | Pérou libre      |
|  | Víctor Cutipa       |       | NI    | Moquegua        |                  | Pérou libre      |
|  | Elías Varas         |       | PL    | Áncash          |                  | Pérou libre      |
|  | Jorge Coayla        |       | PL    | Moquegua        |                  | Pérou libre      |
|  | José María Balcazar |       | PL    | Lambayeque      |                  | Pérou libre      |